# Estação Alcántara
A Estação Alcántara é uma das estações do Metrô de Santiago, situada em Santiago, entre a Estação El Golf e a Estação Escuela Militar. Faz parte da Linha 1.
Foi inaugurada em 31 de agosto de 1980. Localiza-se no cruzamento da Avenida Apoquindo com a Avenida Alcántara. Atende a comuna de Las Condes.